# Montecarlo (departement)
Montecarlo is een departement in de Argentijnse provincie Misiones. Het departement (Spaans:  departamento) heeft een oppervlakte van 1.770 km² en telt 34.073 inwoners.

## Plaatsen in departement Montecarlo
- Caraguatay
- Montecarlo
- Puerto Piray